# Копальні Сарса-ла-Майор/Секлавін
Копальні Сарса-ла-Майор/Секлавін — колишні гірничодобувні майданчики, що діяли в іспанському фосфоритоносному басейні Естремадура.
Флуорапатит у районах Сарса-ла-Майор та Секлавін виявили в 1870 році, що потягнуло швидку видачу численних гірничих ліцензій. У 1873-му зареєстрували британську компанію Estremadura Phosphate Company Limited (EPCL), яка невдовзі придбала або взяла в оренду дев'ятнадцять копалень району. Якщо в 1873 році видобули близько 2500 тонн фосфоритів, то вже у 1875-му, хоч тривала Третя карлістська війна, цей показник досягнув 5087 тонн.
Втім, конкурентоздатність фосфоритів району Сарса-ла-Майор/Секлавін була під питанням через високі витрати на вивезення продукції. Поряд не проходило залізниці і в той же час, хоча район копалень лежить на правобережжі потужної річки Тахо, проте її перетворення на беззаперечно судноплавну також потребувало великих інвестицій. Втім, спроби використовувати річковий транспорт усе ж були, так, відомо, що не пізніше 1872-го одна з французьких компаній намагалась організувати доставку фосфоритів по Тахо на плоскодонних човнах, які після передачі вантажу в Лісабоні на морські кораблі підлягали розборці на деревину. Додатковою проблемою було надходження води при поглибленні копалень. У підсумку станом на 1881 рік тільки дві з дев'ятнадцяти копалень діяли й далі.
Ймовірніше, вже у 1880-х роках діяльність EPCL припинилась, хоча юридично компанію ліквідували в 1892-му.
У 1909-му в Британії зареєстрували компанію Aurelianos Limited, метою якої оголосили відновлення розробки покладів апатиту в Сарса-ла-Майор та Секлавін. Втім, якісь подробиці щодо виробничої діяльності Aurelianos Limited наразі невідомі.